# Groen-zwarte cotinga
De groen-zwarte cotinga (Pipreola riefferii) is een zangvogel uit de familie Cotingidae (cotinga's).

## Verspreiding en leefgebied
Deze soort komt voor van Venezuela tot Peru en telt zes ondersoorten:
- P. r. occidentalis: westelijk Colombia en westelijk Ecuador.
- P. r. riefferii: van centraal Colombia tot Sierra de Perijá (grensgebied Colombia en Venezuela).
- P. r. confusa: oostelijk Ecuador en noordelijk Peru.
- P. r. chachapoyas: noordelijk-centraal Peru.
- P. r. tallmanorum: centraal Peru.
- P. r. melanolaema: westelijk Venezuela.

## Status
De grootte van de populatie is niet gekwantificeerd maar de soort wordt omschreven als vrij algemeen. Op de Rode lijst van de IUCN heeft deze soort de status niet bedreigd.